# Goldene Horde
Goldene Horde (mongolisch ᠠᠯᠲᠠᠨ ᠣᠷᠳᠤ ᠶᠢᠨ ᠤᠯᠤᠰ, Алтан Орд Altan Ord; kasachisch Алтын Орда Altyn Orda; tatarisch Алтын Урда Altın Urda; russisch Золотая Орда Solotaja Orda, auch Kyptschak-Khanat) ist die Bezeichnung eines mittelalterlichen mongolischen Khanates, das sich von Osteuropa bis nach Westsibirien erstreckte.
Nach dem Mongolensturm von 1237 bis 1240 trat das Steppenreich als dominierende Macht auf, wurde nach der Teilung des Mongolischen Reiches ab 1260 auch formal unabhängig und gehörte zu den spätmittelalterlichen Großmächten des östlichen Europas. Bis um 1360 war es straff organisiert, verfiel dann aber in interne Auseinandersetzungen um das Erbe der erloschenen Linien der Gründerkhane Batu und Berke. Ab Mitte des 15. Jahrhunderts spalteten sich mehrere Teilreiche ab: das Khanat Kasan, das Khanat Astrachan und das Khanat der Krim.

Das Reich der Goldenen Horde im Jahr 1389

## Namensherkunft und Alternativbezeichnungen
Das um 1236 von mongolischen Reiternomaden gegründete Khanat wurde vom mongolischen Fürsten Batu (reg. 1236–1255), Enkelsohn von Dschingis Khan, als Ulus Dschötschi („Volk Dschötschis“) bezeichnet. Alten Traditionen zufolge bestand dieses Khanat aus einem rechten und einem linken Flügel. Diese „Flügel“ wurden aus zwei Horden, also Truppenteilen, gebildet: der rechte bestand aus der Weißen Horde, der linke aus der Blauen Horde. Dabei sind die Farbbezeichnungen fließend und nicht immer voneinander abzugrenzen.
Aufgrund ihres Reichtums wurde diese nun vereinigte Horde von der russischsprachigen Bevölkerung Золотая Орда/Solotaja Orda, „Goldene Horde“, genannt.
Es wird auch vermutet, dass sich diese Bezeichnung von der Zeltfarbe des Dynastie-Gründers ableitet. Dieser soll in einer goldfarbenen Jurte (mongolisch Алтан Ордон/Altan Ordon „Goldener Palast“) gelebt haben. Die mongolischen Herrscher und die ihnen unterstehenden Wolga-Ural-Tataren übernahmen diese Bezeichnung schließlich selbst. Zuvor hatten sie, auch in Bezug auf ihre turksprachigen Untertanen, die Kiptschak, die Bezeichnung „Khanat Kiptschak“ zur Bezeichnung ihres Herrschaftsgebietes verwendet.
Nach der Spaltung der Goldenen Horde ab Mitte des 15. Jahrhunderts wurde auch das Restreich als Große Horde bezeichnet.

## Staatsaufbau, Teilherrschaften
Manche Khane der Goldenen Horde zeigten kein übermäßiges Interesse an staatlichen Einrichtungen. Von Usbek Khan (reg. 1312–1341/42) wird beispielsweise gesagt, dass er sich nur im Allgemeinen um die Belange seines Reiches kümmerte, mit den ihm zufließenden Geldern zufrieden war und nicht weiter danach fragte, wie sie eingenommen und wieder ausgegeben wurden. Heer und Regierungsapparat waren wie auch in anderen Teilen des Mongolischen Reiches nach Funktionsbereichen aufgeteilt; allerdings hatten die ranghöchsten Wesire und Emire nicht das gleiche Bestimmungsrecht wie etwa im benachbarten Ilchanat. Die Frauen der Khane hatten ebenfalls größeren Einfluss als dort.
Aufgrund der besonderen Stellung des Fürsten Nogai Khan († 1299) bildete sich in den Südregionen der Goldenen Horde die so genannte Nogaier-Horde heraus, die zumindest vorübergehend ein gewisses Maß an Autonomie besaß. Nicht damit vergleichbar, aber ebenfalls politisch privilegiert waren vermutlich die Khane der Krim und einige andere Fürsten, welche auf Toqa Timur, einen Bruder Batus, zurückgeführt werden können.

## Machtzentren
Die Mongolen (in der Rus zum Teil auch als „Tataren“ bezeichnet) siedelten hauptsächlich an Wolga und Kama. Sie stellten sich nach ihren Eroberungen jeweils an die Spitze der Elite der eroberten Kultur – so auch bei jenen Eroberungen, welche nach dem Tod Dschingis Khans zur Goldenen Horde wurden. Die Masse der Bevölkerung der Goldenen Horde wurde jedoch von Angehörigen turkischer Stämme gestellt. Vielfach entstanden die Städte der Goldenen Horde aus Zeltstädten, die als Kern eine feste Ansiedlung bekamen. Da die Khane seit Berke (reg. 1257–1267) die Landeigentümer und Pächter schützten, war die Grundlage einer städtischen Kultur gegeben, auch wenn der Großteil der, vor allem mongolischen, Bevölkerung noch lange als Nomaden lebte. Auch die Khane selbst zogen es vor, im Sommer in Zelten und nicht im Palast zu wohnen.
Die Zentren des Staates bildeten vom 13. bis zum 16. Jahrhundert die Städte Sarai in Astrachan (bis ca. 1342), Neu-Sarai (auch Berke-Sarai genannt), Bolgar, Ukek, Kasan und Asow. Sie wurden oftmals von verschleppten Handwerkern erbaut und durch Tribute der Rusnund anderer Vasallenstaaten sowie den Handel finanziert. Das Wissen dazu wurde teilweise aus Ägypten (durch Einwanderer), aus dem einstigen Wolgabulgarien und Turkestan (Wasserversorgung) entlehnt. Neu-Sarai hatte eine halbe Million Einwohner und wurde 1395 von Timur Lenk (Tamerlan) zerstört.

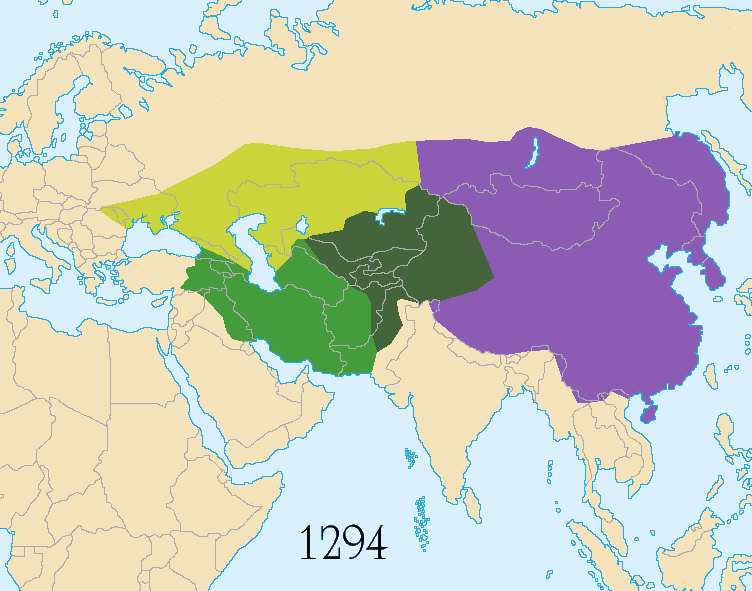
Nachfolger des Mongolischen Reiches:
Khanat der Goldenen Horde
Tschagatai-Khanat
Ilchanat
Reich der Yuan-Dynastie

## Geschichte
Das Khanat entstand um 1236, als der „Ulus Dschötschi“ von Dschötschi Khan. Im Mongolischen Großreich bestand das Khanat formal als dessen Bestandteil bis ungefähr 1368. Doch agierten die Fürsten in diesem äußerst autonom, da die Oberherrschaft des Groß-Khans alter Nomadentraditionen entsprechend nur lose war.

### Herrschaft über die Fürstentümer der Rus

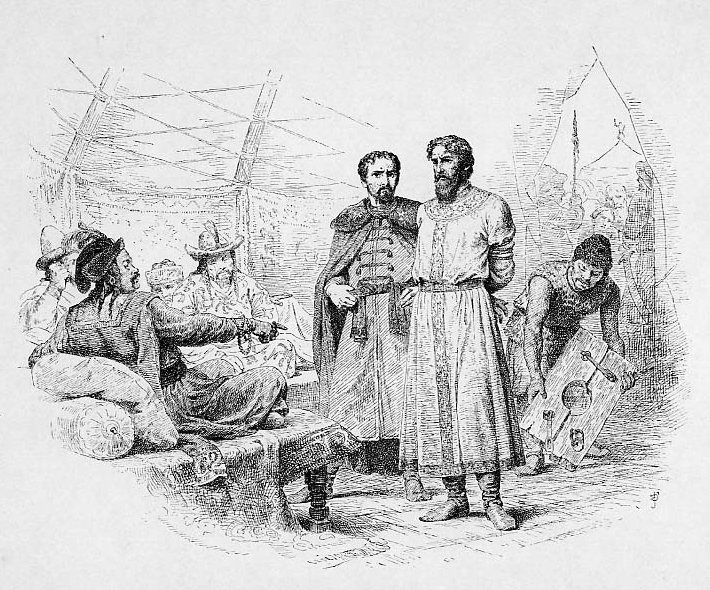
Der unterlegene Michail Jaroslawitsch steht vor Usbek Khan (historisierende Darstellung)

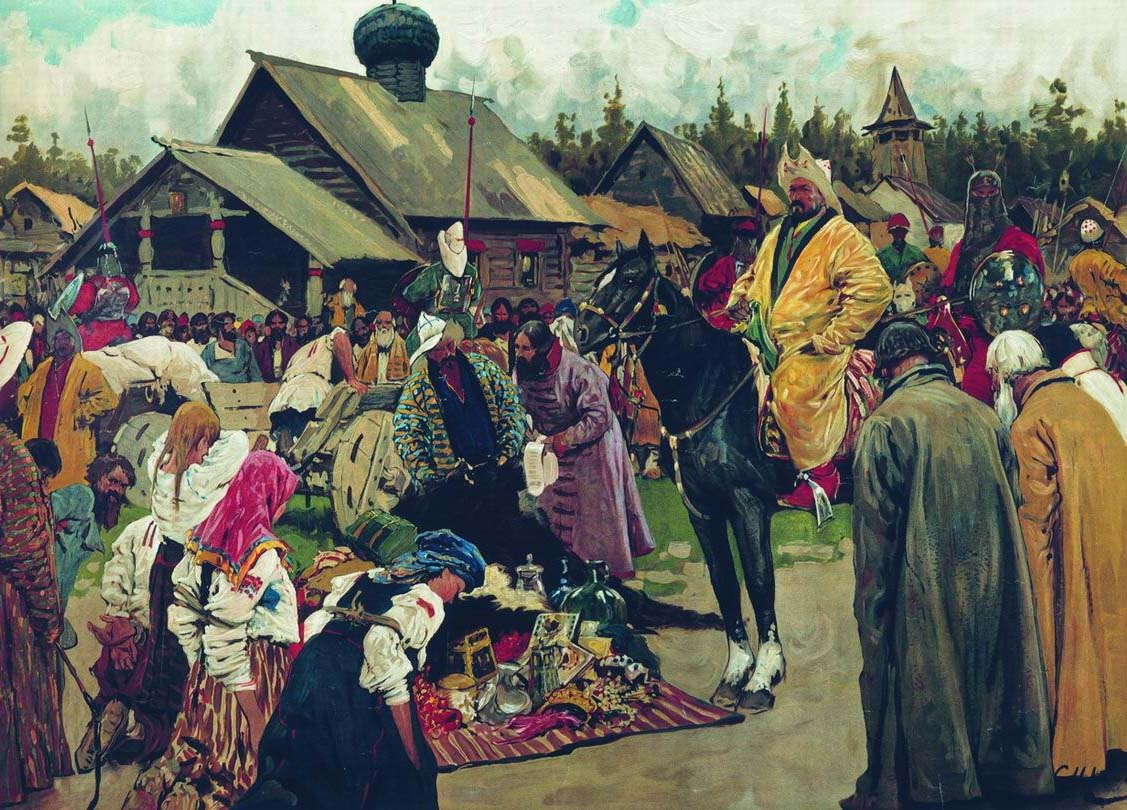
Ein Darughachi (Steuereintreiber) der Horde in einer russischen Stadt, 13. Jahrhundert (historisierende Darstellung) von Sergey Ivanov

Die Khane der Goldenen Horde beherrschten von 1238 bis 1480 die Rus. Die institutionalisierte Abhängigkeit von den Mongolen etablierte sich nach dem Ende der Kiewer Rus mit der Belagerung von Kiew (1240) unter dem Großfürsten Jaroslaw von Wladimir, der 1243 Batu Khan öffentlich als den Herrn über alle Fürsten der Rus pries. Auch Daniel Romanowitsch, König von Galizien, und Alexander Newski mussten sich dem Khan unterwerfen und die Bestätigung ihrer Titel erbitten. Die Fürsten der Rus mussten fast 250 Jahre lang regelmäßig nach Sarai pilgern, um in ihren jeweiligen Ämtern bleiben zu dürfen; sie hatten auch mongolischen Statthaltern (mongolisch Darughachi) Tribut zu leisten und diesen Bericht zu erstatten, Rechenschaft abzulegen und Truppen für Kriege zu stellen. Vereinzelt wagten Fürsten Aufstände gegen die mongolische Herrschaft. Ein solcher auf dem Gebiet des heutigen Polen wurde z. B. laut dem Chronisten Martin Cromer im Jahr 1257 in einem dreimonatigen Feldzug blutig niedergeschlagen und führte u. a. zur zweimaligen Brandschatzung von Sandomierz und der Zerstörung Krakaus. Bis zum Abwerfen der mongolischen Herrschaft unter Iwan III. († 1505) gelang den Fürsten der Rus dies jedoch immer nur kurzzeitig und vor allem lokal beschränkt. Die Khane förderten die Aufspaltung der Rus in bedeutungslose Fürstentümer und unternahmen dazu wiederholt Kriegszüge (besonders 1259, 1281, 1293, 1317, 1327, 1382, 1408 – siehe Mongolische Invasion der Rus).

### Kriegszüge und Militär
Die ersten Konflikte zwischen europäischen (slawischen) Völkern und den Mongolen unter Dschingis Khan gab es in den 1220er Jahren. In der Schlacht an der Kalka (1223) wurden die Ostslawen von den Mongolen vernichtend geschlagen. Etwa 20 Jahre später belagerten die Mongolen unter Batu Khan, einem Enkel Dschingis Khans, 1241 unter anderem Krakau und Breslau und drangen in weitere Teile Schlesiens vor. Sie blieben dort bei der Schlacht bei Liegnitz und der Schlacht bei Muhi (Ungarn) ungeschlagen. 1242 stießen sie bis Wiener Neustadt (Österreich) bzw. Dubrovnik (Kroatien) vor. In der europäischen Geschichtsschreibung wird dieser Teil der mongolischen Eroberungen als Mongolensturm bezeichnet.
Der militärische Erfolg der Mongolen, der dazu führte, dass ihnen besonders im 13. Jahrhundert der Ruf der Unbesiegbarkeit vorauseilte, war vor allem in einer, der europäischen Heeresform des Mittelalters überlegenen, leicht gepanzerten und sehr beweglichen Reiterei (Kavallerie) begründet. Das klassische europäische Feudalheer war in zwei oder mehr Teile geteilt – eine schwer gepanzerte und mit langen Lanzen bewaffnete Reitereinheit, die vom Adel oder reichen Grundbesitzern gestellt wurde, und das nicht gepanzerte und mit einfachen Waffen ausgerüstete Fußvolk (Infanterie). Das Heer der Goldenen Horde war das Heer eines Steppenvolkes – meist vollständig beritten und mit leichten Waffen wie Reflexbögen, Speeren oder Säbeln bewaffnet. Es war zudem taktisch geschult und (anders als die ritterlichen Einzelkämpfer, die sich nach einem ersten Ansturm meist in Grüppchen auflösten) in der Lage, seine Schlachtordnung zu halten (siehe Mongolische Kriegführung). Litauer und Ostslawen lernten schließlich in der zweiten Hälfte des 14. Jahrhunderts, Truppen aufzustellen und Taktiken zu entwickeln, die es mit der Kavallerie der Goldenen Horde aufnehmen konnten.

### Außenpolitik
Die Goldene Horde war von den vier Khanaten, in welches sich das Mongolische Reich nach dem Tod Dschingis Khans gliederte, jenes Teilreich, das sich am wenigsten loyal zum jeweiligen mongolischen Großkhan verhielt. Bereits der Großkhan Kublai Khan (ab 1260) wurde vom jeweiligen Khan der Goldenen Horde nicht vollständig anerkannt. Die Feldzüge der Goldenen Horde 1259 und 1285/86 gegen Polen, 1262 gegen Ungarn, 1259 und 1275 gegen Litauen sowie 1264, 1277/80 und 1285 in der Walachei und gegen Bulgarien wurden großteils ohne Unterstützung der anderen drei Khanate des mongolischen Reiches geführt.
Die Außenseiterrolle der Goldenen Horde innerhalb des mongolischen Reiches verstärkte sich durch die mehrere Jahrhunderte andauernden Konflikte mit den Ilchanen bzw. Timuriden – jenem Khanat, welches sich südlich der Goldenen Horde etabliert hatte und dem jeweiligen Großkhan – zumindest bis 1405 – treu geblieben war. Militärische Auseinandersetzungen gab es insbesondere über den Kaukasus, welchen die Goldene Horde nach 1256 nie wieder dauerhaft unter ihre Kontrolle bringen konnte. Die Goldene Horde verbündete sich in diesen Konflikten sogar mit den Mamluken von Ägypten, welche zum Teil vorher als türkische Söldner der Goldenen Horde gedient hatten. Letztendlich unterlag die Goldene Horde 1395, zu diesem Zeitpunkt unter Toktamisch, dem Emir Timur und wurde in diesem Krieg so stark destabilisiert, dass es bald darauf zu mehreren Abspaltungen und etwas mehr als 100 Jahre später zur Auflösung kam.
Trotz mangelhafter politischer Einheit war der Zusammenhalt innerhalb des Mongolischen Reiches jedoch noch deutlich erkennbar. Er manifestierte sich unter anderem in dem in der Jassa kodifizierten Recht, dem Post- und Kommunikationssystem (Örtöö und Païza), und dem gemeinsamen Kunst- und Kulturgut wie insbesondere Schrift und Sprache.

### Islamisierung
Eine Minderheit der Mongolen und Tataren hatte schon im 13. Jahrhundert zusammen mit Berke Khan und Nogai Khan den Islam angenommen. Im 14. Jahrhundert fand unter Usbek Khan (reg. 1312–1342) eine umfassende Islamisierung der Goldenen Horde statt, was – verbunden mit einer staatlichen Neuordnung – zu einer Blütezeit führte. Die Oberschicht trat gleichsam auf Befehl zum Islam über, aber in der Bevölkerung duldete man noch lange schamanistische und auch viele christliche Türken und Mongolen (Assyrische Kirche, Orthodoxe Kirche). Analog dazu setzte sich unter Usbek Khan das islamische Recht durch, man hielt sich im 14. Jahrhundert nur noch an einige wichtige Bestimmungen der Jassa. Anders als die mongolischen Ilchane in Persien oder später Timur erkannten die Khane der Goldenen Horde das von den Mameluken errichtete Schatten-Kalifat der Abbasiden in Kairo formal an.

### Pest und Konfrontationen mit Litauen und Moskau
Unter Dschani Beg (bis 1357) wurde die Goldene Horde vom „Schwarzen Tod“ heimgesucht: 1338 oder 1339 trat er zunächst bei der christlichen Gemeinschaft der Assyrischen Kirche am Yssykköl-See im heutigen Kirgisistan auf und führte in der dortigen Gegend zum Untergang der städtischen Kultur und zur Auslöschung dieser Gemeinschaft. Im Jahr 1345 erkrankten die ersten Menschen in Sarai und auf der Krim; 1346 die ersten Einwohner von Astrachan. In den darauf folgenden Jahren gab es allein auf der Krim rund 85.000 Todesopfer. Bei der Eroberung der von den Genuesern gehaltenen Hafenstadt Kaffa durch die Goldene Horde banden Berichten zufolge die Belagerer Seuchentote auf ihre Katapulte und schleuderten sie in die Stadt. Die Einwohner von Kaffa sollen diese Leichname sofort ins Meer geworfen haben. Die erfundene Katapultgeschichte mit ihrer klaren Zuordnung der Übeltäter – Ketzer und Barbaren, die zu einer Art mittelalterlicher biologischer Kriegführung griffen – stammt aus der Feder des Gabriele de Mussis aus Piacenza, der 1348 über die Pest in Italien geschrieben hat.
Nach Dschani Beg begann der Niedergang der Goldenen Horde durch inneren Streit: Thronanwärter hielten sich zum Teil nur ein oder zwei Jahre, mächtige Emire wie Mamai auf der Krim schwangen sich zu faktischen Herrschern auf. Weite Teile des Territoriums um den Dnepr gingen an das Großfürstentum Litauen verloren, nach der Schlacht am Blauen Wasser 1362 konnte der litauische Großfürst Algirdas in Kiew einziehen, was ein wichtiger symbolischer Akt war. Außerdem sah sich die Goldene Horde den von Moskau angeführten, erstarkenden russischen Fürstentümern gegenüber. Der Versuch Mamais, die ostslawischen Fürstentümer in einem großen Plünderungszug zu schwächen, mündete 1380 in der vollständigen Vernichtung seines Heeres durch vereinigte russische Kräfte unter Dmitri Donskoi in der Schlacht auf dem Kulikowo Pole. Zwar rächten sich die Mongolen 1382 unter Khan Toktamisch mit einem blutigen, diesmal erfolgreichen Feldzug an den Russen und richteten unter anderem ein großes Blutbad in Moskau an, jedoch war mit dem – wenn auch vorerst noch nicht endgültigen – russischen Sieg von 1380 der Ruf der unbesiegbaren Mongolen gebrochen und der Grundstein für ein neues Selbstbewusstsein der Russen gelegt.

### Einfälle Timurs
Während der Herrschaft Khan Toktamischs (1380 bis 1395), eines Nachfahren Dschingis Khans, erlebte die Goldene Horde einen weiteren Höhepunkt ihrer politischen Macht in Osteuropa. Insbesondere stellte Toktamisch nach nur zwei Jahren die Oberherrschaft der Mongolen über die ostslawischen Fürstentümer wieder her. Dies gelang ihm in erster Linie mit Unterstützung von Hilfstruppen aus dem Nahen Osten, wo eine andere mongolische Dynastie, nämlich der aus dem Tschagatai-Khanat stammende Timur Lenk, herrschte. Diese Hilfstruppen bestand zu einem großen Teil aus türkischstämmigen Kriegern, sodass das Heer der Goldenen Horde erstmals vorwiegend nicht mehr aus Mongolen bestand. Dies war auch der Beginn einer schrittweisen Islamisierung der Goldenen Horde.
Nach zehn Jahren geriet Toktamisch in einen Konflikt mit seinem früheren Förderer Timur und wurde am 14. April 1391 bei Samara an der Wolga von diesem geschlagen. Aber da Timur Lenk seinen Sieg nicht dazu nutzte, das Gebiet der Goldenen Horde zu erobern, konnte Toktamisch rasch die Herrschaft über die Horde wiedererlangen.
Timur Lenk zog daraufhin ein zweites Mal gegen Toktamisch zu Felde. Diesmal zerstörte er nach seinem schwer erkauften Sieg am Terek (14. April 1395) zahlreiche Städte der Goldenen Horde, unter anderem Sarai, Astrachan und Bolgar, und verwüstete die Krim. Toktamisch floh nach Litauen und verbündete sich mit dem Großfürsten Witold (reg. 1392–1430).

### Neue Blütezeit

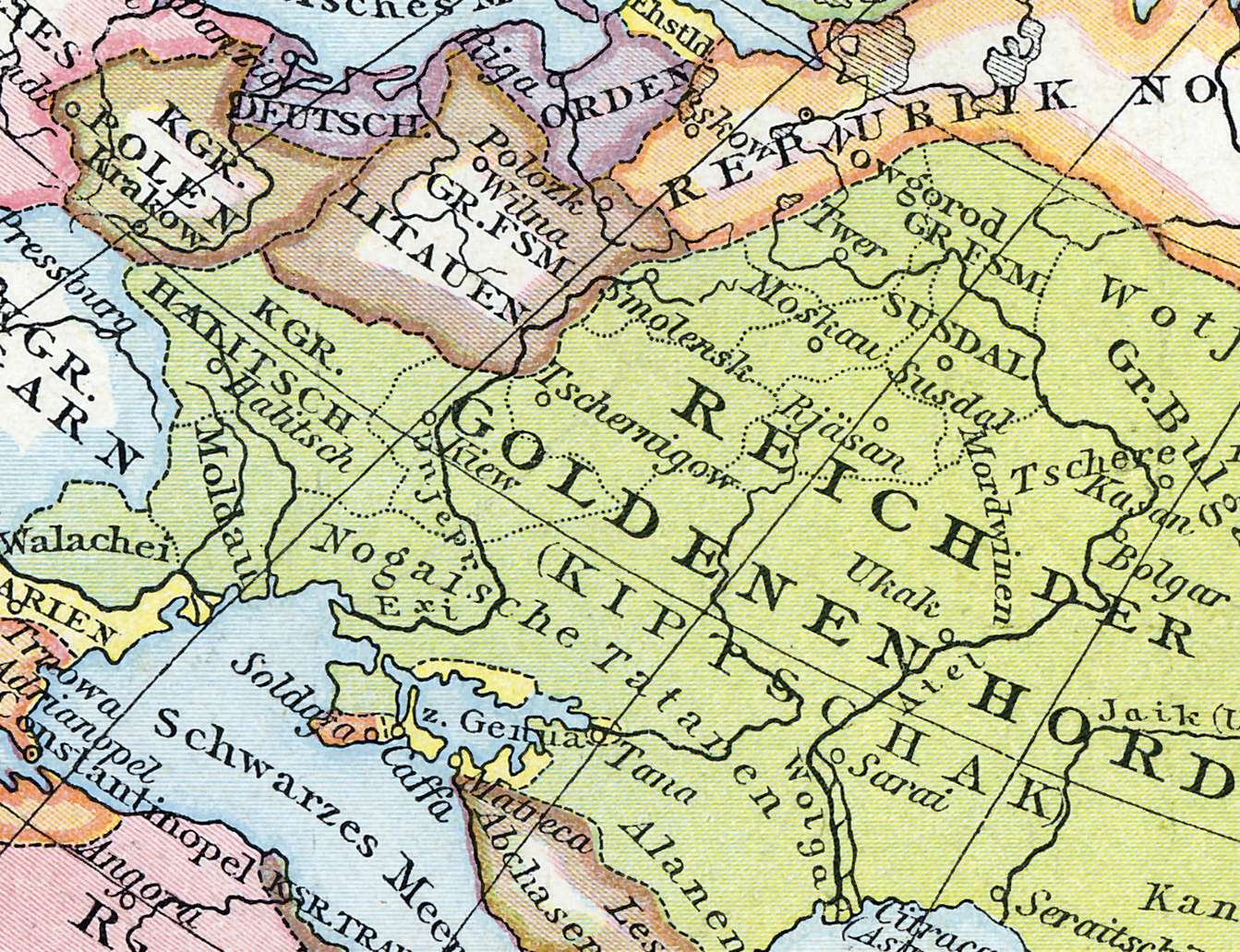
Westteil der Goldenen Horde im späten 14. Jahrhundert

Inzwischen übernahm der von Timur Lenk eingesetzte Emir Edigü († 1419) die Macht in der Goldenen Horde. Edigü handelte zunächst für und im Namen des Dschinghiskhaniden Timur Qutlugh, eines Enkels des Urus Khan († 1376), nach dessen Tod 1401 seines Bruders Schadi Beg aus dem Namagan-Patrimonium († 1407), nach dessen Tod seines Bruders Bolod (Pulad), nach dessen Tod 1410 Temür Qutlughs Sohn Temür († 1412) und zuletzt Chekre. Edigü traf jedoch einen Großteil der wichtigen außenpolitischen Entscheidungen. Münzen der Goldenen Horde aus jener Zeit tragen oftmals Edigüs Bildnis neben jenem des jeweiligen Khans.
Unter Edigüs Regentschaft erlebte die Goldene Horde eine letzte Blütezeit. Edigü konnte sich der Einmischungsversuche Witolds und Toktamischs erwehren; unter anderem blieb er 1399 in der Schlacht an der Worskla siegreich. Toktamisch versuchte später, im Osten des Reiches die Macht über die Goldene Horde zurückzugewinnen, wurde im Winter 1406/1407 aber von Schadi Beg bei Tjumen besiegt. Witold verbündete sich vorübergehend mit der Goldenen Horde gegen den Deutschen Orden. Unter dem Vorwand, einem Sohn Toktamischs zur Durchsetzung seines Anspruchs auf die Herrschaft über die Goldene Horde zu verhelfen, griff er 1414/15 die Goldene Horde an. Edigü konnte diesen Angriff abwehren. Einem letzten Sohn Toktamischs, Jeremferden, gelang 1417 mit Witolds Hilfe zwar ein Sieg gegen Edigü, Edigü handelte 1419 aber einen Friedensvertrag aus, der die Unabhängigkeit der Goldenen Horde wahrte.
Edigü konnte 1408 auch die Oberherrschaft über die ostslawischen Fürstentümer erneuern: Er nahm die Huldigungen der Fürsten von Twer und Rjasan entgegen. Nur der Moskauer Fürst Wassili I. widersetzte sich. In einem neuerlichen Feldzug eroberte Edigü Perejaslawl und Nischni Nowgorod und stand am 5. Dezember 1408 vor Moskau. Nach Zahlung von 3000 Rubeln Lösegeld zog er sich zurück. Weitere Strafexpeditionen gegen ostslawische Fürstentümer folgten 1410 auf Rjasan und Wladimir und im Sommer 1416 gegen Kiew. Die Mongolen unter Edigü siegten auf Seiten der Litauer in der Schlacht bei Tannenberg (1410) über den Deutschen Orden.
Unter Chekres Nachfolger Ulug Mehmed (reg. 1419–1438/45) begann ein neuerlicher allmählicher Abstieg der Goldenen Horde.

### Abspaltungen und Auflösung des Staates

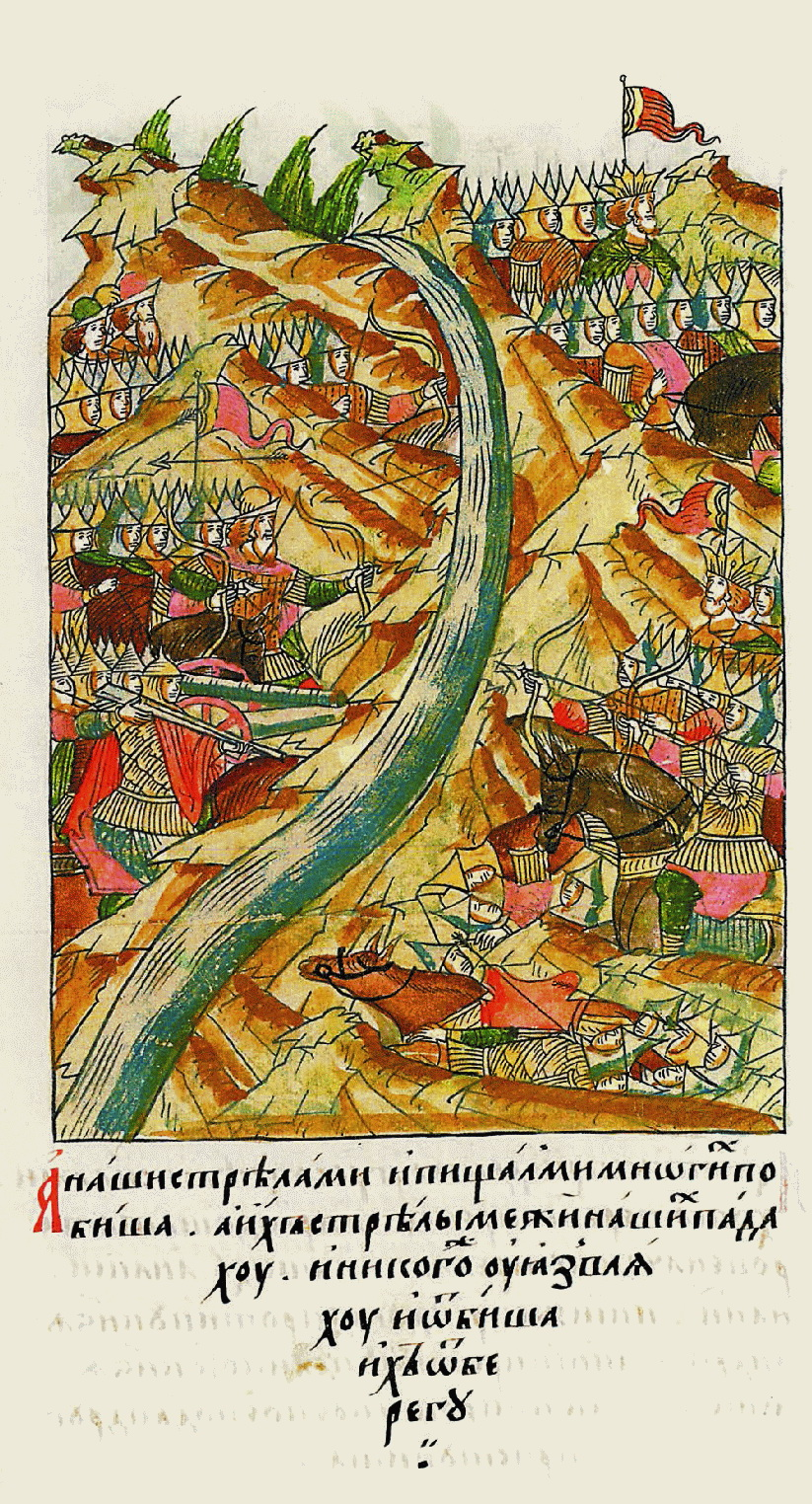
Stehen an der Ugra 1480

Im Jahr 1438 spaltete sich das Khanat Kasan, 1441 das Khanat der Krim und 1485 das Khanat Astrachan von der Goldenen Horde ab. Der Rest der Goldenen Horde wurde nun auch Große Horde genannt. Münzen der teilselbständigen Gebieten, die den jeweilige Khan der Goldenen Horde zeigen, lassen darauf schließen, dass diese Unabhängigkeit bedingt war. Auch blieb die Goldene Horde weiterhin gefährlich für ihre Nachbarn; so kam es beispielsweise 1445 zur Gefangennahme des Großfürsten Wassili II. von Moskau.
1480 verlor die Goldene Horde unter Akhmat Khan (reg. 1465–1481) die Oberherrschaft über die ostslawischen Fürstentümer: Das russische und das mongolische Heer standen sich mehrere Wochen lang im Stehen an der Ugra zur Schlacht gegenüber, bevor Akhmat Khan nahezu kampflos abzog. Er wurde kurz darauf von Rivalen beseitigt, die sich als Khanat Sibir abspalteten.
Im Dezember 1501 ließ sich Iwan III. ein letztes Mal von einem mongolischen Khan – Khan Shaykh Ahmad (reg. 1481–1502) – belehnen und leistete diesem Tribut. 1502 besiegte Meñli I. Giray (reg. 1467–1514), der Khan der Krimtataren, Khan Shaykh Ahmad, der wenig später in Litauen hingerichtet wurde. Sein Todestag kennzeichnet gemeinhin das Ende der Goldenen Horde, und er gilt als ihr letzter Khan.
Die Nachfahren der Khane der Goldenen Horde blieben wichtige Persönlichkeiten in den Nachfolgestaaten. Auch in den meisten ostslawischen Fürstentümern, etwa am Hof der Moskowiter, standen sie im Rang über allen Bojaren und Knes. Im Jahr 1574 stieg Sajin Bulat, der Urenkel von Khan Shaykh Ahmad, zum Oberbefehlshaber der russischen Armee und 1575 bis 1576 zum Großfürst von Russland auf.

## Reichsgebiet und Bevölkerung

### Reichsgebiet

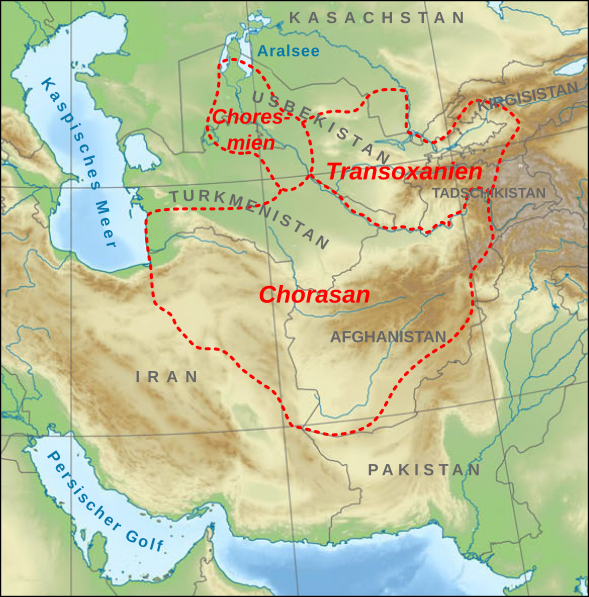
Ungefähre Lage Transoxaniens

Die bis ins späte 15. Jahrhundert stabile Ostgrenze der Goldenen Horde bildete Transoxanien, genauer die Flüsse Oxus und Jaxartes im heutigen Usbekistan; Hier grenzte die Goldene Horde an das Tschagatai-Khanat.
Im Kaukasus gehörten die georgischen und armenischen Fürsten unter Batu Khan (bis 1255) noch zur Goldenen Horde; Unter seinem Nachfolger Berke Khan (bis 1267) weitete aber Hülegü, ein anderer Enkel Dschingis Khans, die bereits seit 1219 zum Mongolischen Reich gehörigen Gebiete im Nahen Osten aus. Hülegüs Eroberungen in dieser Region, die unter anderem vom unterworfenen kleinarmenischen König Hethum I. unterstützt wurden, legten den Grundstein für intra-mongolische Konflikte um die Gebirgsregion zwischen Kaspischem und Schwarzem Meer, die noch mehr als 200 Jahre dauern sollten.

Die Walachei um 1390

Die Südwestgrenze der Goldenen Horde bildeten die Walachei und Bulgarien, wobei letzteres bis Mitte des 14. Jahrhunderts noch maßgeblich von der Goldenen Horde beherrscht, aber danach selbständig wurde; diese Selbständigkeit ist vermutlich Nogai Khan zu verdanken, der ab circa 1280 weite Teile der Goldenen Horde praktisch beherrschte und damit den Einfluss des Reiches auf gewisse Gebiete schwächte. Im Jahr 1343 nennen genuesische Quellen den Dnister als Grenzfluss.
Im Westen verlief die Grenze der Goldenen Horde von Ungarn über Galizien, wo es mehrmals Aufstände gegen die Mongolen gab, bis Nowgorod. Nach Ungarn und Polen fanden – auch lange nach 1242 – mehrmals Einfälle statt. Es existieren zahlreiche Verleihungsurkunden der Khane an diverse litauische Großfürsten, in denen letztere von ersteren mit diversen Ländern beliehen werden. Die meisten dieser Urkunden sind aber nicht in ihrer Urform erhalten, sondern werden nur in späteren Urkunden, z. B. 1507, erwähnt und bestätigt (so genannte Transsumpte). Daher kann der tatsächliche Grenzverlauf zu Litauen nicht mit Sicherheit festgestellt werden.
Mehrere Grenzregionen der Goldenen Horde, insbesondere die ostslawischen Fürstentümer wurden nur mittelbar beherrscht; die Mongolen selbst siedelten laut historischen Aufzeichnungen und archäologischen Funden (insbesondere Friedhöfen von Adeligen) im Norden bis Jaroslawl, im Süden bis Rostow und Rjasan, im Westen bis Podolien, Brjansk und Kursk und im Osten bis an die Grenzen des geographischen Europa. Ihr Kerngebiet waren die Territorien der heutigen Ukraine sowie die südliche Hälfte des europäischen Teils des heutigen Russlands, insbesondere entlang von Don, Wolga und Ural.

### Bevölkerung

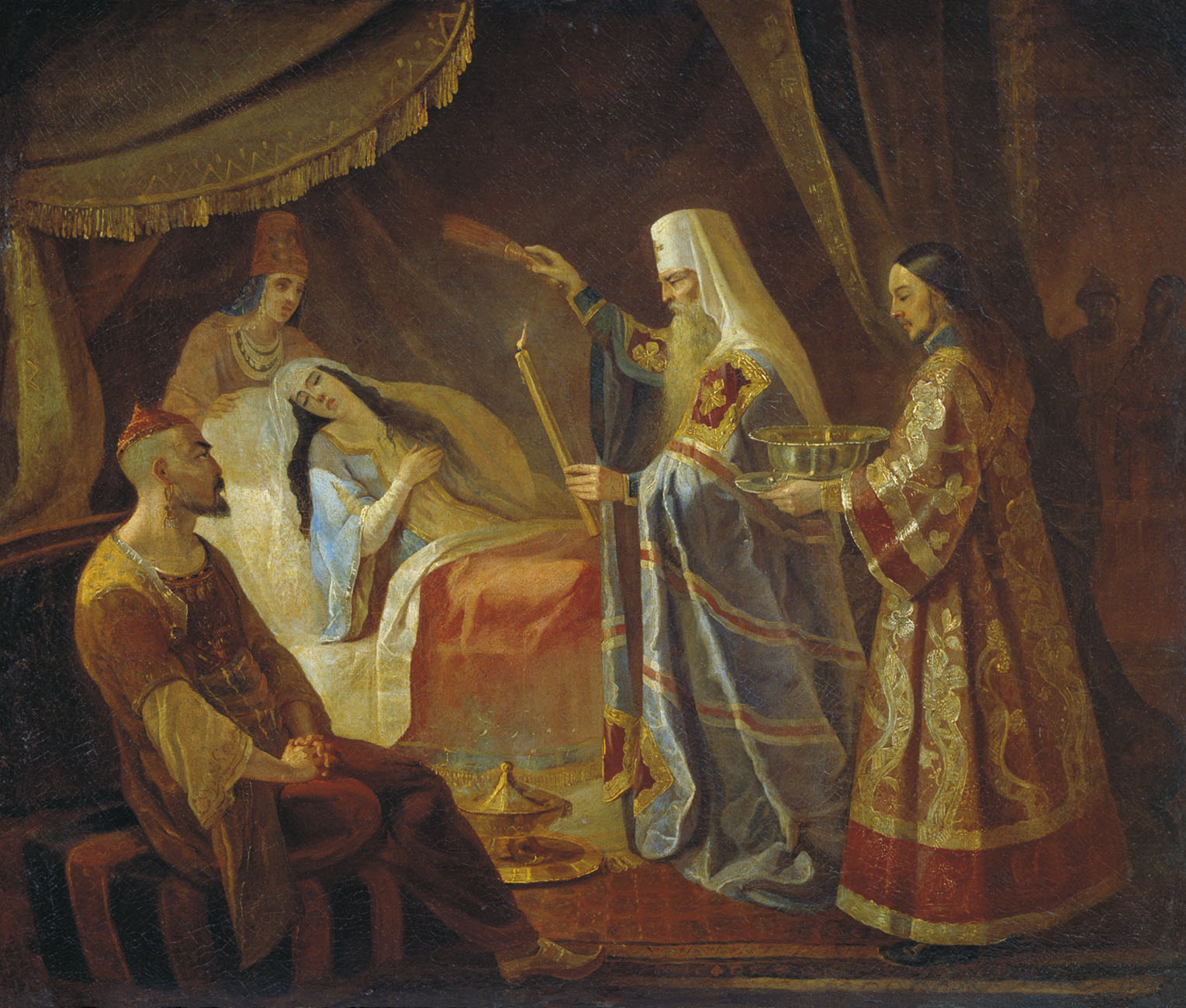
Der Metropolit Alexius heilt die „Tataren“königin Taidula (historisierende Darstellung)

Als Jebe und Subutai und später Dschötschi und Batu Khan das Gebiet der späteren Goldenen Horde eroberten, war das Gebiet bereits relativ – für damalige Verhältnisse – dicht von verschiedenen Völkern, die zu einem großen Teil entweder russisch oder türkisch geprägt waren, besiedelt; Letztere wurden fälschlicherweise – bereits damals – als Kiptschaken und/oder Kumanen bezeichnet. Da die ostslawischen Fürstentümer meist mittelbar beherrscht wurden, war die Bevölkerung des Kerngebietes der Goldenen Horde eher türkisch geprägt. Allerdings blieben die Mongolen stets staatstragend und fast alle führenden Persönlichkeiten waren mongolischer Abstammung. Auch das Heer rekrutierte sich vorwiegend aus Mongolen, obgleich – schon seit Dschingis Khan – auch türkischstämmige und zur Zeit der Goldenen Horde auch russische Krieger Militärdienst leisteten; russische Krieger wurden 1330 zum Großkhan Toqa Timur als Leibwache beordert.
Mongolisch blieb zumindest bis Khan Toktamisch Staatssprache. Die Korrespondenz mit ausländischen Mächten, etwa mit dem verbündeten Staat der Mamluken in Ägypten, wurde zumindest bis 1368 in mongolischer Sprache geführt; hierfür war in Kairo eigens eine mongolische Kanzlei eingerichtet. Auch die Münzen, beispielsweise unter Tohtu Khan und Toktamisch, zeigen zumindest den Namenszug in mongolischer Sprache. Schließlich hat sich auch die Namensgebung vielfach mongolischer Namen bedient.
Als die ersten Mongolen den Islam annahmen, begann eine Verschmelzung mongolischer und türkischer Bevölkerungsgruppen, die sich im Laufe des 14. Jahrhunderts intensivierte. Dieses Zusammenwachsen trug weiter dazu bei, dass die Bevölkerung der Goldenen Horde von zahlreichen Nachbarn als „Ta(r)taren“ bezeichnet wurde.

## Wirtschaft

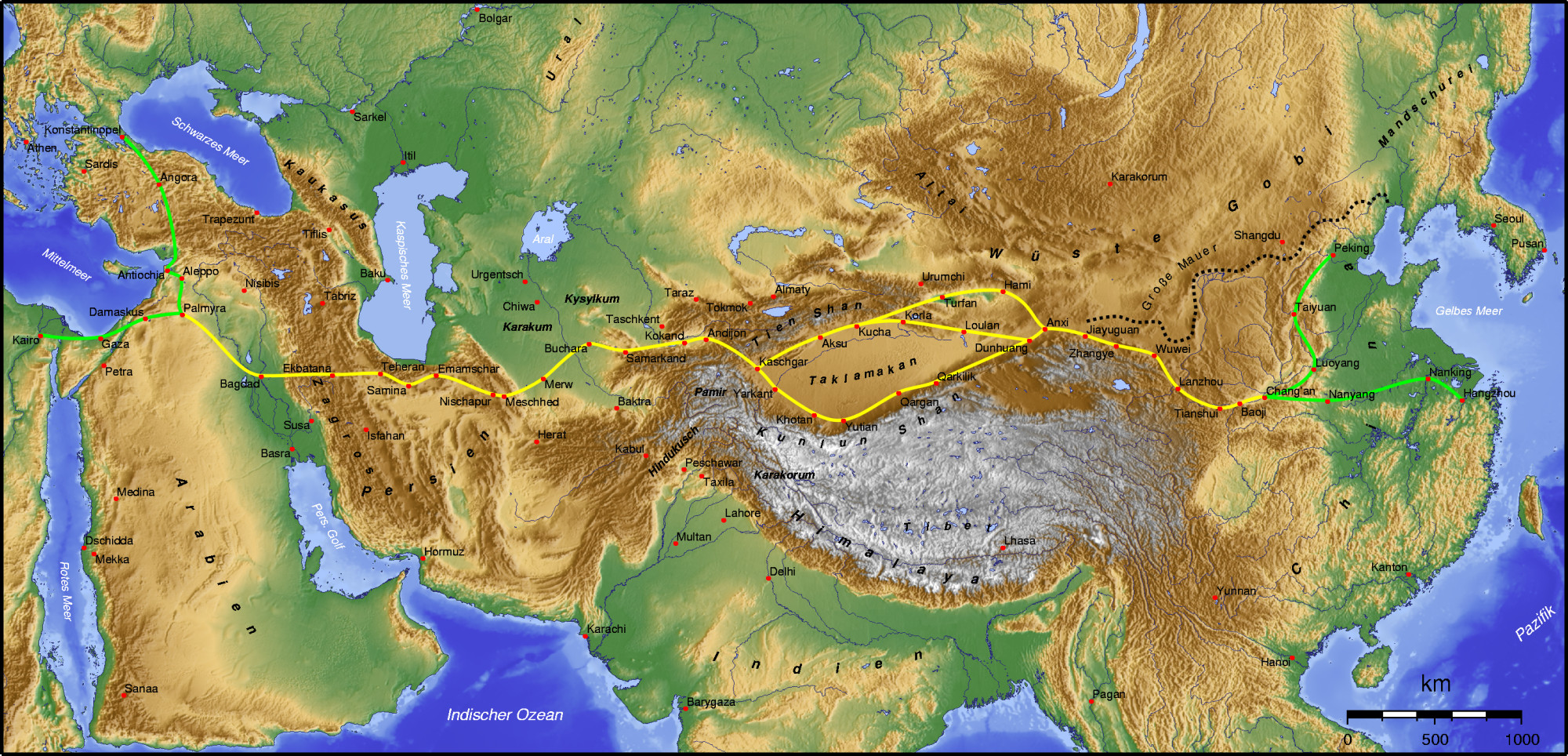
Verlauf der Hauptroute der Seidenstraße im Mittelalter

Ein nicht unwesentlicher Teil der Einnahmen der Goldenen Horde bestand aus Tributen: Die Bulgaren beispielsweise leisteten spätestens ab 1253 (und mehr als 100 Jahre lang) nachweislich Tributzahlungen an die Goldene Horde; da es zwischen dem Mongolensturm und 1253 aber keine mongolischen Feldzüge gegen Bulgarien gab, bestand die Tributpflicht aller Wahrscheinlichkeit nach bereits seit Batu Khans Feldzug 1242. Bereits für das Jahr 1242 berichtet die Nestorchronik von mongolischen Volkszählungen im Namen von Batu Khan, um Steuern von den Rus einzuheben. Für das Jahr 1257 sind Steuerzähler (čislenicy) in den Gebieten der Rus erwähnt, die im Namen von Möngke Khan „durch die Straßen ritten und die christlichen Häuser aufschrieben“. Als Teilreich des Mongolischen Reiches musste ein Zehntel der Steuereinnahmen der Goldenen Horde aber an den jeweiligen Großkhan abgeliefert werden.

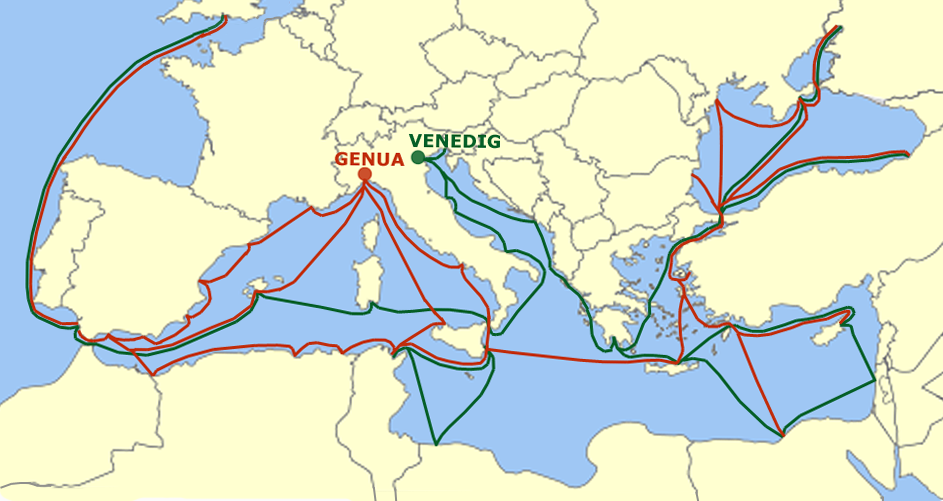
Handelswege Venedigs und Genuas

Die als Pax Mongolica bezeichneten stabilen politischen Verhältnisse innerhalb des riesigen Mongolischen Reiches erlaubten erstmals effiziente Handelsbeziehungen zwischen so weit voneinander entfernten Regionen wie Baltikum, Italien, Nahem Osten, Indien und China, wobei die Seidenstraße eine besondere Rolle spielte. Die Goldene Horde verfügte über weitreichende Handelsbeziehungen. Besonders der Handel über die Krim nach Ägypten war ausgeprägt und kann nur noch mit den Handelsbeziehungen zu den Italienern, hier vor allem Genua und Venedig, verglichen werden. Des Weiteren existierte ein Handelsverkehr auf dem Landweg über Kiew und entlang der Flüsse nach Norden. Kaufleute aus Breslau, Groß-Nowgorod und Riga brachten Waren nach Mitteleuropa.
Über den Seeweg wurden unter anderem Felle, Pelze, Leder, Wachs, Weihrauch, Getreide, Käse, Wein, Teppiche, Salz, Silber und Fische exportiert. Sowohl die Mongolen als auch die Italiener führten außerdem Sklaven aus; die Mongolen insbesondere türkischstämmige Söldner nach Ägypten, die dort als Mamluken zu hohen Ehren kommen konnten (noch im Jahr 1420 waren es 2000) und die Genuesen abchasische und tscherkessische Sklavinnen in den Westen. Über den Landweg wurden unter anderem Stoffe, Gewürze, Weihrauch und Riechöle, Vieh, Häute, Silber und Waffen exportiert. Ein umfangreicher Pferdehandel existierte mit Indien.
Die mongolischen Einnahmen stammten aus dem Handel selbst, aber auch aus Tributen von Genuesen und Venezianern, die Stützpunkte auf mongolischem Territorium errichteten, sowie aus Zöllen in Höhe 5 % (4 % für Genuesen und Venezier).

## Nachwirkungen
Neben unmittelbaren politischen Auswirkungen hinterließ die Goldene Horde auch in anderen Bereichen Spuren: Die Pax Mongolica verband erstmals Europa mit weit entlegenen Gebieten Asiens und schuf so das Fundament für Handel, Reisetätigkeiten und Technologietransfer. Der US-Anthropologe Jack Weatherford führt den Wandel im westlichen Kleidungsstil (Hosen und Jacken statt Tuniken und Roben) auf die Mongolen zurück; mehrere europäische Sprachen wurden vom Mongolischen beeinflusst (nicht nur slawische: der Ausruf Hurra, nach Weatherfords Vermutung mongolischen Ursprungs, hat sich z. B. bis weit nach Westeuropa durchgesetzt). Bis ins 17. Jahrhundert sind russische Adelige mongolischer Herkunft dokumentiert; Schätzungen gehen von 156 Familien aus, davon 37 Dschingisiden – allerdings nur drei im Hochadel (Jussupows, Tscherkasskie und Urusows).

## Nachfolgestaaten
- Große Horde
- Khanat Kasan
- Khanat Astrachan
- Khanat der Krim
- Khanat Sibir
- Nogaier-Horde
- Usbeken-Khanat
- Kasachen-Khanat